# ميغيل أنخيل
ميغيل أنخيل (بالإسبانية: Miguel Ángel Rubio Lestán)‏ هو لاعب كرة قدم إسباني في مركز الدفاع، ولد في 11 مارس 1998 في إسبانيا. لعب مع خيتافي ب.

## وصلات خارجية
- ميغيل أنخيل على موقع قاعدة بيانات كرة القدم.إي يو (الإنجليزية)
- ميغيل أنخيل على موقع Soccerway.com (الإنجليزية)